# Харет, Спиру
Спиру Харет (рум. Spiru Haret; арм. Սպիրու Հարետ; 1851—1912) — румынский астроном, математик и политический деятель.

## Биография
Спиру Харет родился в городе Яссы в армянской семье. Окончил Бухарестский университет в 1874, после чего стажировался в Сорбонне, где в 1878 получил степень Ph.D. за работу «К вопросу об инвариабельности больших полуосей планетных орбит» (фр. Sur l’invariabilité des grandes axes des orbites planétaires), выполненную под руководством В. Пюизё.
Был первым румыном, получившим степень Ph.D. в Сорбонне. После возвращения в Румынию в 1878 всю оставшуюся жизнь посвятил развитию образования в стране — как профессор и как политический деятель. В 1879 был избран членом-корреспондентом Румынской академии, в 1892 — действительным её членом. Трижды был министром просвещения в правительстве Румынии: в 1897—1899, 1901—1904 и 1907—1910, полностью реорганизовал систему образования в стране.

## Вклад в науку
Наибольшее значение для науки имеет диссертация Харета Sur l’invariabilité des grandes axes des orbites planétaires. Эта работа вносит большой вклад в решение знаменитой Задачи N тел в небесной механике. Известно, что в силу взаимного притяжения (так называемых возмущений) планет их орбиты не имеют строго эллиптическую форму, как сформулировано в первом законе Кеплера. П.Лаплас в 1773 и Ж. Л. Лагранж в 1776 показали, используя первую степень приближения сил возмущения, что большие полуоси орбит планет являются стабильными. В 1808 С. Д. Пуассон доказал, что при использовании второй степени приближения величины больших полуосей остаются стабильными. Харет в своей диссертации использовал третью степени приближения, показав, что большие полуоси не являются стабильными, как считалось ранее, а описываются временно́й функцией, которую он назвал вековым возмущением. А.Пуанкаре воспринял работу Харета как большой сюрприз и продолжил её, что в конечном итоге привело его к созданию теории хаоса. Ф.Тиссеран рекомендовал применить метод Харета для решения других астрономических задач, что было сделано уже в 1950-х гг.
Впоследствии Харет опубликовал статью о вековом ускорении движения Луны (1880) и статью о Большом Красном Пятне Юпитера в 1912.
Основал астрономическую обсерваторию в Бухаресте.
В 1910 опубликовал статью «Социальная механика», в которой попытался применить математический аппарат для описания социальных явлений.
В его честь назван кратер на Луне. Также планируется установить бюст в Кишинёве.